# Puhos, Norra Karelen
Puhos är en finländsk småort i Kides kommun i Norra Karelen.
Byn ligger mellan sjöarna Pyhäjärvi och Orivesi, och i byn fanns en dragväg för båtar från den ena sjön till den andra. Riksväg nr 6 går förbi Puhos. 
Puhos historia är nära förknippad med industrimannen Nils Arppe. Puhos sågverk/Puhos gård är ett av det finländska kultur- och utbildningsministeriets utpekat kulturarv. Inte långt från korsningen mellan riksväg 6 och väg 71 ligger en av de äldsta lundarna i Finland, som grundades 1847 av Nils Arppe. Det var meningen att man skulle bygga skepp av lärk, men efter Arppes död blev det inte så.
Det första i Finland tillverkade ångfartyget, hjulångaren Ilmarinen, byggdes 1833 i Puhos.

## Bildgalleri

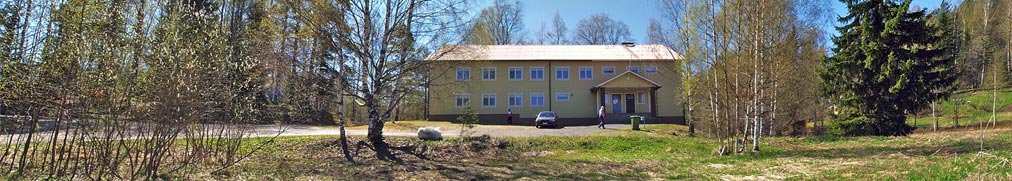
Medborgarhuset i Puhos

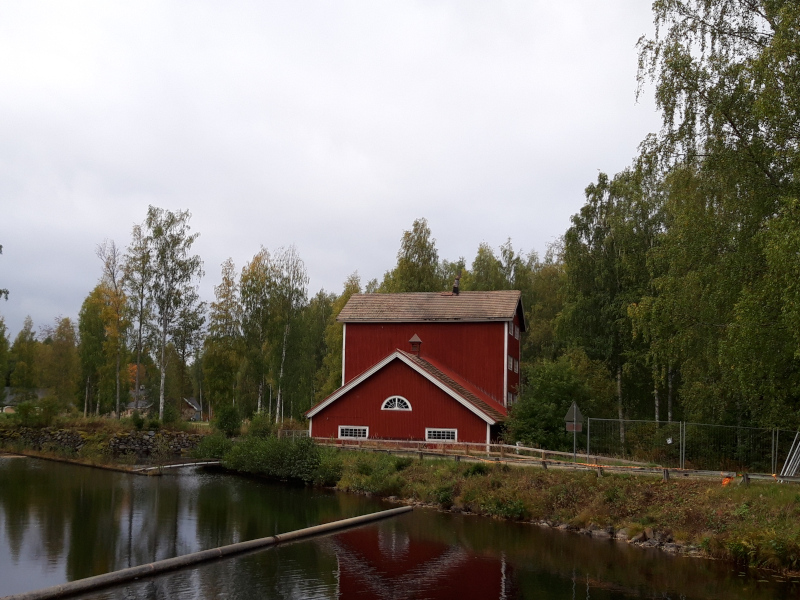
Kvarnbyggnad
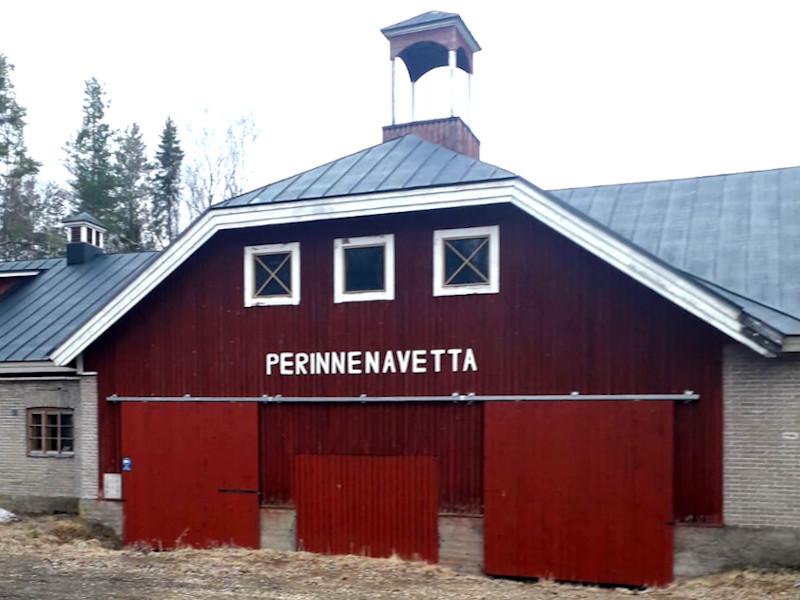
Puhos traditionella ladugård ("Perinnenavetta")
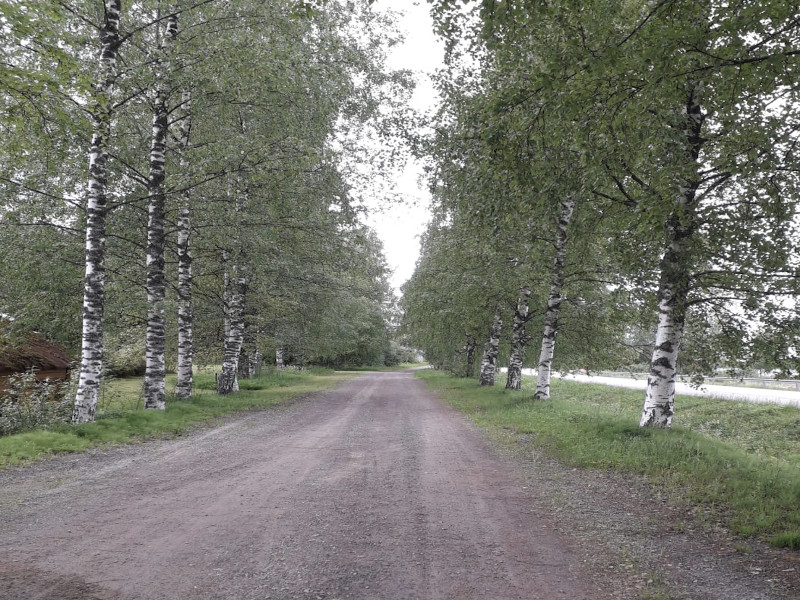
Björkallé i Puhos